# Prodotto vettoriale
In matematica, in particolare nel calcolo vettoriale, il prodotto vettoriale è un'operazione binaria interna tra due vettori in uno spazio euclideo tridimensionale che restituisce un altro vettore che è normale al piano formato dai vettori di partenza.
Il prodotto vettoriale è indicato con il simbolo {\displaystyle \times } o con il simbolo {\displaystyle \wedge }. Il secondo simbolo è però anche usato per indicare il prodotto esterno (o prodotto wedge) nell'algebra di Grassmann, di Clifford e nelle forme differenziali. Storicamente, il prodotto esterno è stato definito da Grassmann circa trent'anni prima che Gibbs e Heaviside definissero il prodotto vettoriale.

## Definizione

Prodotto vettoriale in un sistema destrogiro

Il prodotto vettoriale tra due vettori {\displaystyle \mathbf {a} } e {\displaystyle \mathbf {b} } in {\displaystyle \mathbb {R} ^{3}} è definito come il vettore a loro perpendicolare:
{\displaystyle \mathbf {a} \times \mathbf {b} ={\hat {\mathbf {n} }}|\mathbf {a} ||\mathbf {b} |\sin \theta }
dove {\displaystyle \theta } è l'angolo convesso fra {\displaystyle \mathbf {a} } e {\displaystyle \mathbf {b} } ed {\displaystyle {\hat {\mathbf {n} }}} è il versore normale al piano formato da {\displaystyle \mathbf {a} } e {\displaystyle \mathbf {b} } e il cui verso è tale per cui, rispetto ad esso, {\displaystyle \mathbf {a} } si sovrappone a {\displaystyle \mathbf {b} } ruotando in senso antiorario. Tale versore fornisce, chiaramente, la direzione del prodotto vettoriale. 
Si nota che il modulo {\displaystyle |\mathbf {a} ||\mathbf {b} ||\sin \theta |} del prodotto vettoriale è l'area del parallelogramma individuato dai due vettori {\displaystyle \mathbf {a} } e {\displaystyle \mathbf {b} }.
Esplicitamente, detti {\displaystyle \mathbf {i} }, {\displaystyle \mathbf {j} } e {\displaystyle \mathbf {k} } i versori di una base ortonormale di {\displaystyle \mathbb {R} ^{3}}, il prodotto di {\displaystyle \mathbf {a} =(a_{1},a_{2},a_{3})} e {\displaystyle \mathbf {b} =(b_{1},b_{2},b_{3})} può essere scritto in tale base come il determinante di una matrice (con un abuso di notazione):
{\displaystyle {\begin{aligned}\mathbf {a} \times \mathbf {b} &=\det {\begin{bmatrix}\mathbf {i} &\mathbf {j} &\mathbf {k} \\a_{1}&a_{2}&a_{3}\\b_{1}&b_{2}&b_{3}\\\end{bmatrix}}={\begin{bmatrix}{a_{2}b_{3}-a_{3}b_{2}}\\{a_{3}b_{1}-a_{1}b_{3}}\\{a_{1}b_{2}-a_{2}b_{1}}\\\end{bmatrix}}=\\&=\left(a_{2}b_{3}-a_{3}b_{2}\right)\mathbf {i} +\left(a_{3}b_{1}-a_{1}b_{3}\right)\mathbf {j} +\left(a_{1}b_{2}-a_{2}b_{1}\right)\mathbf {k} \end{aligned}}}
Poiché il prodotto vettoriale tra due vettori sotto trasformazioni di parità non si comporta come un vero vettore, ci si riferisce ad esso come a uno pseudovettore. Sono ad esempio degli pseudovettori (detti anche vettori assiali) il momento angolare, la velocità angolare, il campo magnetico.

### Verso del prodotto vettoriale
Convenzionalmente, di fatto, si sceglie {\displaystyle {\hat {\mathbf {n} }}} in modo tale che i vettori {\displaystyle \mathbf {a} }, {\displaystyle \mathbf {b} } ed {\displaystyle \mathbf {a} \times \mathbf {b} } siano orientati secondo un sistema destrogiro se il sistema di assi coordinati {\displaystyle (\mathbf {i} ,\mathbf {j} ,\mathbf {k} )} è destrogiro, oppure sinistrogiro se il sistema di assi è sinistrogiro. L'orientazione del versore {\displaystyle {\hat {\mathbf {n} }}} dipende quindi dall'orientazione dei vettori nello spazio, ovvero dalla chiralità del sistema di coordinate ortonormali.
Un modo semplice per determinare il verso del prodotto vettore è la «regola della mano destra». In un sistema destrogiro si punta il pollice nella direzione del primo vettore, l'indice in quella del secondo, e il medio in direzione perpendicolare al palmo della mano. Quest'ultimo dà la direzione del prodotto vettore. In un sistema di riferimento sinistrogiro (terna sinistrorsa) basta invertire il verso del prodotto vettore, ovvero usare la mano sinistra.
Un altro semplice metodo è quello della "vite destrorsa". In un sistema destrogiro si simula il movimento di avvitatura o di svitatura di una vite destrorsa. Guardato dall'alto, se ruotando il primo vettore verso il secondo seguendo l'angolo convesso tra i due angoli esplementari determinati dai due vettori la rotazione è oraria, la vite verrà avvitata e quindi il verso del vettore sarà rivolto verso il basso; viceversa, se si compie una rotazione antioraria, la vite sarà svitata ed il verso del vettore sarà rivolto verso l'alto.

### Notazione con indici
Il prodotto vettoriale {\displaystyle \mathbf {a\times b} =\mathbf {c} } può essere definito in termini del simbolo di Levi-Civita {\displaystyle \varepsilon _{ijk}} come:
{\displaystyle c_{k}=\varepsilon _{ijk}a^{i}b^{j}}
dove gli indici {\displaystyle i,j,k} sono le componenti ortogonali del vettore, usando la notazione di Einstein.

## Proprietà
- Il prodotto vettoriale è bilineare, ovvero dati tre vettori {\displaystyle \mathbf {a} }, {\displaystyle \mathbf {b} } e {\displaystyle \mathbf {c} } aventi pari dimensione e uno scalare {\displaystyle k}:

{\displaystyle (k\mathbf {a} )\times \mathbf {b} =k(\mathbf {a} \times \mathbf {b} )=\mathbf {a} \times (k\mathbf {b} )}
{\displaystyle (\mathbf {a} +\mathbf {c} )\times \mathbf {b} =\mathbf {a} \times \mathbf {b} +\mathbf {c} \times \mathbf {b} } (distributivo rispetto all'addizione)
{\displaystyle \mathbf {a} \times (\mathbf {b} +\mathbf {c} )=\mathbf {a} \times \mathbf {b} +\mathbf {a} \times \mathbf {c} }
- Si verifica {\displaystyle \mathbf {a} \times \mathbf {b} =\mathbf {0} } se e solo se {\displaystyle \mathbf {a} } e {\displaystyle \mathbf {b} } sono linearmente dipendenti. In particolare, {\displaystyle \mathbf {a} \times \mathbf {a} =\mathbf {0} }
- Il prodotto vettoriale è anticommutativo (e quindi non gode della proprietà commutativa), ovvero:

{\displaystyle \mathbf {a} \times \mathbf {b} =-\mathbf {b} \times \mathbf {a} }
- Non si tratta di un prodotto vero e proprio perché non è associativo.
- Il prodotto vettoriale soddisfa l'identità di Jacobi:

{\displaystyle \mathbf {a} \times (\mathbf {b} \times \mathbf {c} )+\mathbf {b} \times (\mathbf {c} \times \mathbf {a} )+\mathbf {c} \times (\mathbf {a} \times \mathbf {b} )=\mathbf {0} }
- La proprietà antisimmetrica, la bilinearità e l'identità di Jacobi fanno sì che {\displaystyle (\mathbb {R} ^{3},+,\times )} sia un'algebra di Lie.
- I versori (o vettori unimodulari della base canonica) {\displaystyle \mathbf {i} }, {\displaystyle \mathbf {j} }, e {\displaystyle \mathbf {k} } relativi ad un sistema cartesiano di coordinate ortogonali in {\displaystyle \mathbb {R} ^{3}} soddisfano le seguenti equazioni:

{\displaystyle \mathbf {i} \times \mathbf {j} =\mathbf {k} \qquad \mathbf {j} \times \mathbf {k} =\mathbf {i} \qquad \mathbf {k} \times \mathbf {i} =\mathbf {j} }

### Prodotto triplo
Il prodotto triplo di tre vettori è definito come:
{\displaystyle \mathbf {a} \cdot (\mathbf {b} \times \mathbf {c} )}
Si tratta del volume con segno del parallelepipedo con lati {\displaystyle \mathbf {a} }, {\displaystyle \mathbf {b} } e {\displaystyle \mathbf {c} }, e tali vettori possono essere interscambiati:
{\displaystyle \mathbf {a} \cdot (\mathbf {b} \times \mathbf {c} )=\mathbf {b} \cdot (\mathbf {c} \times \mathbf {a} )=\mathbf {c} \cdot (\mathbf {a} \times \mathbf {b} )}
Un altro prodotto a tre vettori, detto doppio prodotto vettoriale, è legato al prodotto scalare dalla formula:
{\displaystyle \mathbf {a} \times (\mathbf {b} \times \mathbf {c} )=\mathbf {b} (\mathbf {a} \cdot \mathbf {c} )-\mathbf {c} (\mathbf {a} \cdot \mathbf {b} )}
Come caso speciale si ha:
{\displaystyle \nabla \times (\nabla \times \mathbf {f} )=\nabla (\nabla \cdot \mathbf {f} )-(\nabla \cdot \nabla )\mathbf {f} =\nabla (\nabla \cdot \mathbf {f} )-\nabla ^{2}\mathbf {f} }
Si tratta di una relazione particolarmente utile nel calcolo differenziale, in quanto riguarda l'equivalenza tra il rotore doppio e la differenza fra il gradiente della divergenza {\displaystyle \nabla (\nabla \cdot )} e il laplaciano {\displaystyle \nabla ^{2}}.
Un'altra relazione che lega il prodotto vettoriale con il prodotto triplo è:
{\displaystyle (\mathbf {a} \times \mathbf {b} )\times (\mathbf {a} \times \mathbf {c} )=(\mathbf {a} \cdot (\mathbf {b} \times \mathbf {c} ))\mathbf {a} }
Mentre per:
{\displaystyle {\begin{aligned}(\mathbf {a} \times \mathbf {b} )\cdot (\mathbf {a} \times \mathbf {c} )&=(\mathbf {a} \cdot \mathbf {a} )(\mathbf {b} \cdot \mathbf {c} )-(\mathbf {a} \cdot \mathbf {c} )(\mathbf {b} \cdot \mathbf {a} )\end{aligned}}}
e più in generale:
{\displaystyle {\begin{aligned}(\mathbf {a} \times \mathbf {b} )\cdot (\mathbf {c} \times \mathbf {d} )&=(\mathbf {a} \cdot \mathbf {c} )(\mathbf {b} \cdot \mathbf {d} )-(\mathbf {a} \cdot \mathbf {d} )(\mathbf {b} \cdot \mathbf {c} )\end{aligned}}}

### Identità di Lagrange
Un'utile identità è:
{\displaystyle |\mathbf {a} \times \mathbf {b} |^{2}=\det {\begin{bmatrix}\mathbf {a} \cdot \mathbf {a} &\mathbf {a} \cdot \mathbf {b} \\\mathbf {a} \cdot \mathbf {b} &\mathbf {b} \cdot \mathbf {b} \\\end{bmatrix}}=|\mathbf {a} |^{2}|\mathbf {b} |^{2}-(\mathbf {a} \cdot \mathbf {b} )^{2}}
che può essere confrontata con l'identità di Lagrange espressa come:
{\displaystyle \sum _{1\leq i<j\leq n}\left(a_{i}b_{j}-a_{j}b_{i}\right)^{2}=\sum _{i=1}^{n-1}(\sum _{j=i+1}^{n}\left(a_{i}b_{j}-a_{j}b_{i}\right)^{2})=|\mathbf {a} |^{2}|\mathbf {b} |^{2}-(\mathbf {a\cdot b} )^{2}}
in cui {\displaystyle \mathbf {a} } e {\displaystyle \mathbf {b} } sono vettori n-dimensionali. Questo mostra che la forma di volume Riemanniana per le superfici è esattamente l'elemento di superficie del calcolo vettoriale. Nel caso tridimensionale, combinando le due precedenti relazioni si ottiene il modulo del prodotto vettoriale scritto attraverso le componenti:
{\displaystyle |\mathbf {a} \times \mathbf {b} |^{2}=\sum _{1\leq i<j\leq 3}\left(a_{i}b_{j}-a_{j}b_{i}\right)^{2}=(a_{1}b_{2}-b_{1}a_{2})^{2}+(a_{2}b_{3}-a_{3}b_{2})^{2}+(a_{3}b_{1}-a_{1}b_{3})^{2}}
Si tratta di un caso speciale delle moltiplicazione {\displaystyle |\mathbf {v} \mathbf {w} |=|\mathbf {v} ||\mathbf {w} |} della norma nell'algebra dei quaternioni.

### Differenziazione
La regola di Leibniz si applica anche al prodotto vettoriale:
{\displaystyle {\frac {d}{dx}}(\mathbf {a} \times \mathbf {b} )={\frac {d\mathbf {a} }{dx}}\times \mathbf {b} +\mathbf {a} \times {\frac {d\mathbf {b} }{dx}}}
come si può dimostrare utilizzando la rappresentazione tramite moltiplicazione tra matrici.

## Applicazioni
Il prodotto vettoriale è largamente adoperato anche in fisica e in ingegneria, oltre che in geometria e in algebra.
Si riporta un elenco - non esaustivo - di alcune applicazioni.

### Momento angolare e momento meccanico

Rappresentazione del momento meccanico τ
e del momento angolare L per un corpo vincolato a ruotare in un piano.
La forza F e la quantità di moto p sono "applicate" al vettore posizione r,

Il momento angolare {\displaystyle \scriptstyle \mathbf {L} } di un corpo è definito come:
{\displaystyle \mathbf {L} =\mathbf {r} \times \mathbf {p} \,}
dove {\displaystyle \scriptstyle \mathbf {p} } è il vettore quantità di moto, mentre {\displaystyle \scriptstyle \mathbf {r} } è il vettore-posizione del corpo rispetto al polo di riferimento. 
Analogamente, il momento di una forza
 
è definito come:
{\displaystyle \mathbf {M} =\mathbf {r} \times \mathbf {F} \,}
dove {\displaystyle \scriptstyle \mathbf {F} } è la forza applicata al punto individuato dal raggio vettore {\displaystyle \scriptstyle \mathbf {r} }.
Poiché posizione {\displaystyle \scriptstyle \mathbf {r} }, quantità di moto {\displaystyle \scriptstyle \mathbf {p} }
e forza {\displaystyle \scriptstyle \mathbf {F} } sono tutti vettori polari, 
sia il momento angolare {\displaystyle \scriptstyle \mathbf {L} }
sia il momento meccanico {\displaystyle \scriptstyle \mathbf {M} }
sono pseudo-vettori o vettori assiali
.

### Corpo rigido
Il prodotto vettoriale compare anche nella descrizione dei moti di rotazione.
Ad esempio, per due punti P e Q su un corpo rigido vale la seguente legge di trasporto
delle velocità:
{\displaystyle \mathbf {v} _{P}-\mathbf {v} _{Q}=\mathbf {\omega } \times \left(\mathbf {r} _{P}-\mathbf {r} _{Q}\right)\,}
dove {\displaystyle \scriptstyle \mathbf {r} } è la posizione di un punto, {\displaystyle \scriptstyle \mathbf {v} } la sua velocità
e {\displaystyle \scriptstyle \mathbf {\omega } } la velocità angolare del corpo rigido.
Poiché posizione {\displaystyle \scriptstyle \mathbf {r} } e velocità {\displaystyle \scriptstyle \mathbf {v} }
sono vettori polari, la velocità angolare {\displaystyle \scriptstyle \mathbf {\omega } } è uno pseudo-vettore.

### Forza di Lorentz
Data una particella carica e puntiforme, la forza elettromagnetica esercitata su di essa è pari a:
{\displaystyle \mathbf {F} =q_{e}\,\left(\mathbf {E} +\mathbf {v} \times \mathbf {B} \right)}
dove:
- {\displaystyle \mathbf {F} } è la forza elettromagnetica totale, detta anche forza di Lorentz;
- {\displaystyle q_{e}} è la carica elettrica della particella;
- {\displaystyle \mathbf {E} } è il campo elettrico;
- {\displaystyle \mathbf {v} } è la velocità della particella;
- {\displaystyle \mathbf {B} } è il vettore induzione magnetica.

Si noti che la componente magnetica della forza è proporzionale al prodotto vettoriale tra {\displaystyle \mathbf {v} } e {\displaystyle \mathbf {B} }; essa allora risulta sempre perpendicolare alla velocità {\displaystyle \mathbf {v} } e non compie lavoro.
Poiché velocità {\displaystyle \mathbf {v} }, forza {\displaystyle \mathbf {F} } e campo elettrico {\displaystyle \mathbf {E} } sono tutti vettori polari, il campo magnetico {\displaystyle \mathbf {B} } è uno pseudo-vettore.

## Prodotto esterno

Relazione tra prodotto vettoriale e prodotto esterno: il prodotto vettoriale si ottiene considerando il duale di Hodge del bivettore.

Il prodotto esterno (prodotto wedge) di due vettori è un bivettore, cioè un elemento di piano orientato (analogamente ad un vettore che può essere visto come un elemento di linea orientato). Dati due vettori {\displaystyle a} e {\displaystyle b}, il bivettore {\displaystyle a\wedge b} è il parallelogramma orientato formato dai due vettori {\displaystyle a} e {\displaystyle b}. Il prodotto vettoriale si ottiene considerando il duale di Hodge del bivettore {\displaystyle a\wedge b}:
{\displaystyle a\times b=*(a\wedge b)}
che mappa bivettori in vettori. Si può pensare a tale prodotto come un elemento multidimensionale, che in tre dimensioni è un vettore, che è "perpendicolare" al bivettore.

## Generalizzazioni
Non esiste un analogo del prodotto vettoriale in spazi di dimensione maggiore che restituisca un vettore. Il prodotto esterno, tuttavia, gode di proprietà molto simili, anche se produce un bivettore e non un vettore. Il duale di Hodge del prodotto wedge produce un vettore di {\displaystyle n-2} componenti che è una naturale generalizzazione del prodotto vettoriale in dimensione arbitraria.

### Algebre di Lie
Il prodotto vettoriale può essere visto come uno dei più semplici prodotti di Lie, ed è pertanto generalizzato dalle algebre di Lie, che sono assiomatizzate come prodotti binari soddisfacenti gli assiomi di multilinearità, antisimmetria e l'identità di Jacobi. Ad esempio, l'algebra di Heisenberg fornisce un'altra struttura di algebra di Lie su {\displaystyle \mathbb {R} ^{3}}. Nella base {\displaystyle \{x,y,z\}} il prodotto è:
{\displaystyle [x,y]=z\qquad [x,z]=[y,z]=0}

### Estensioni multidimensionali
Un prodotto esterno per vettori 7-dimensionali può essere ottenuto similmente utilizzando gli ottonioni invece dei quaternioni. Invece non possono esistere altre estensioni del prodotto vettoriale che restituiscano un vettore
,
e ciò è collegato al fatto che le sole algebre di divisione normate sono quelle con dimensioni 1,2,4 e 8.
Se però si considera il risultato dell'operazione non più come un vettore o pseudovettore ma come una matrice, allora è possibile estendere l'idea di prodotto vettoriale in qualsiasi numero di dimensioni

.
In meccanica, ad esempio, la velocità angolare può essere interpretata sia come uno pseudo-vettore {\displaystyle \scriptstyle \omega } sia come una matrice antisimmetrica {\displaystyle \scriptstyle \Omega }. In quest'ultimo caso
la legge di trasporto delle velocità per un corpo rigido sarà:
{\displaystyle \mathbf {v} _{P}-\mathbf {v} _{Q}={\Omega }\cdot \left(\mathbf {r} _{P}-\mathbf {r} _{Q}\right)\,}
dove {\displaystyle \scriptstyle \Omega } è definita formalmente a partire dalla matrice di rotazione {\displaystyle \scriptstyle R^{N\times N}} del corpo rigido:
{\displaystyle \Omega \triangleq {\frac {dR}{dt}}R^{T}}
In ambito quantistico anche il momento angolare {\displaystyle \scriptstyle L} viene spesso rappresentato con una matrice antisimmetrica
,
risultato di un prodotto tra posizione {\displaystyle \scriptstyle \mathbf {x} } e
quantità di moto {\displaystyle \scriptstyle \mathbf {p} }:
{\displaystyle L_{ij}=x_{i}p_{j}-p_{i}x_{j}}
Dato che {\displaystyle \scriptstyle \mathbf {x} } e {\displaystyle \scriptstyle \mathbf {p} } possono avere un numero arbitrario {\displaystyle \scriptstyle N} di componenti, questa forma di prodotto "vettoriale" (che pure non produce un vettore) si può generalizzare in qualsiasi dimensione, pur conservando l'interpretazione "fisica" dell'operazione stessa.

### Algebra multilineare
Nel contesto dell'algebra multilineare il prodotto vettoriale può essere visto come un tensore (misto) di ordine (1,2), nello specifico una mappa bilineare, ottenuto da una forma di volume tridimensionale per innalzamento degli indici.

## Simboli
Il prodotto vettoriale × è rappresentato come:
- &times; in HTML
- \times in LaTeX
- U+00D7 in Unicode
- alt sx + 0215 (da tastierino numerico) su Windows